# اوون آرتور
اوون آرتور (انگلیسی: Owen Arthur) (زاده ۱۷ اکتبر ۱۹۴۹ – درگذشته ۲۷ ژوئیه ۲۰۲۰) یک سیاست‌مدار اهل باربادوس بود. وی از ۶ سپتامبر ۱۹۹۴ تا ۱۶ ژانویه ۲۰۰۸ نخست‌وزیر باربادوس بود.
اوون آرتور در ۲۷ ژوئیه ۲۰۲۰، در سن ۷۰ سالگی درگذشت.